# Rudolf Mettenberg
Rudolf Mettenberg, aussi appelé Mieschbühler, né avant 1490 dans le bailliage de Willisau et mort en janvier 1516, est une personnalité suisse. Il est l'une des figures de la guerre des Oignons.

## Biographie
Rudolf Mettenberg, aussi appelé Mieschbühler, naît avant 1490 dans le bailliage de Willisau, rattaché par la suite au canton de Lucerne ; il est sans doute paysan.
Il est membre du Conseil des Six du bailliage de Willisau et il est, au côté de Hans Heid, un des meneurs de la guerre des Oignons, l'insurrection lucernoise de 1513-1515.
En 1515, il tente de prendre la ville de Willisau avec l'aide de paysans révoltés d'Ufhusen et de Luthern mais il échoue. Il part alors se réfugier dans le canton de Berne, mais il est arrêté à Aarbourg en 1516 et exécuté.